# Jürgen Pagels
Jürgen Heinrich Pagels (* 16. April 1925 in Lübeck; † 3. Mai 2010 ebenda) war ein deutsch-amerikanischer Tänzer, Choreograph und Hochschullehrer an der Jacobs School of Music der Indiana University in Bloomington (Indiana).

## Leben
Jürgen Pagels entstammte der Lübecker Kaufmannsfamilie Pagels, die unter der Firma Heinr. Pagels in der Breiten Straße ein Porzellan- und Haushaltswarengeschäft betrieb. Heinrich Pagels war sein Großvater, der Bildhauer Hermann Pagels sein Onkel.
Pagels erhielt seinen Unterricht im Klassischen Ballett bei der als Displaced Person nach Lübeck gekommenen Tatjana Vestena, die früher Primaballerina am Lettischen Nationalballett in Riga gewesen war. In Paris studierte er bei Olga Iossifowna Preobraschenskaja und in London bei Hans Rausch, Nadine Nicolaeva-Legat und Ana Roje.
Er tanzte als Soloist an verschiedenen deutschen Opernhäusern. 1955, inzwischen Ballettmeister, zog er in die USA, behielt aber seine Lübecker Wohnung. Nach kurzer Zeit als Lehrer in New York City eröffnete er eine eigene erfolgreiche Ballettschule in Dallas. Als Gastdozent unterrichtete er an verschiedenen Akademien und Colleges, bis er 1970 von Anton Dolin und Marina Svetlova an die Jacobs School of Music der Indiana University in Bloomington (Indiana) berufen wurde. Hier lehrte er bis zu seiner Emeritierung 1990, zuletzt als ordentlicher Professor. 1988 erwarb er einen Doctor of Fine Arts an der Pacific Western University, Los Angeles. Sein besonderes Interesse galt dem Charaktertanz.
Als Dozent und Experte für verschiedene Stile des Klassischen Ballets arbeitete er oft mit Margot Fonteyn zusammen. Eine Zeitlang war er Künstlerischer Direktor für das Ballet Nacional de Guatemala und das Ballet Clásico von San Salvador. 1989 war er Juror der 7th and 8th International Ballet Competitions in Peru.

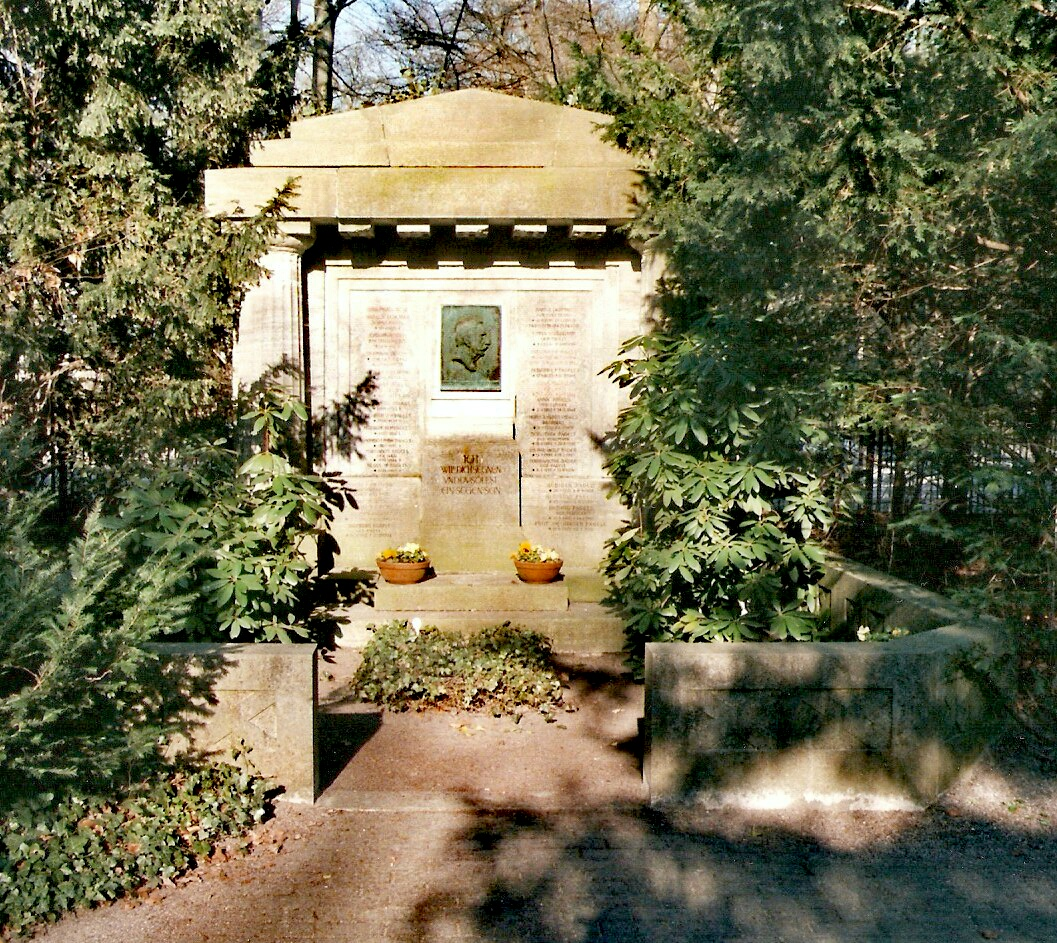
Familiengrab Pagels, Burgtorfriedhof Lübeck

Im Alter kehrte er nach Lübeck zurück. Er wurde im Familiengrab auf dem Burgtorfriedhof beigesetzt.

## Werke
- Character dance. Indiana University Press 1984
- Charaktertanz: Grundlagen und Methodik. Wilhelmshaven: Heinrichshofen 1985 ISBN 978-3-7959-0363-3
- Class variations in classical ballet: 100 different classes for the advanced student, professional dancer, and teacher.